# José Millán-Astray
José Millán-Astray y Terreros (La Coruña, 5 de julio de 1879-Madrid, 1 de enero de 1954) fue un militar español y fundador de la Legión y, como jefe de la Oficina de Prensa y Propaganda del bando nacional de la guerra civil española, de Radio Nacional de España. Además de miembro del partido Falange Española Tradicionalista y de las JONS, fue procurador en las Cortes franquistas entre 1943 y 1954. Amigo personal de Francisco Franco, fue puesto al frente del Benemérito Cuerpo de Mutilados de Guerra por la Patria.

## Biografía

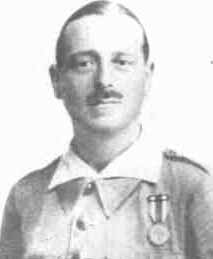
Retratado de joven (c. 1900)

José Millán-Astray nació en La Coruña el 5 de julio de 1879, hijo de José Millán Astray (de quien tomará, uniéndolos, ambos apellidos) y de Pilar Terreros Segade. Tuvo una hermana mayor, Pilar Millán Astray (¿1879?-1949), que fue una escritora y comediógrafa muy popular de su época, con obras como La tonta del bote, y dirigió el Teatro Muñoz Seca, y además trabajó espiando para los servicios secretos alemanes en Barcelona durante la primera guerra mundial. El padre, abogado de profesión y con aficiones literarias, obligó al joven José a estudiar Derecho, si bien este aspiraba a ser militar, lo que finalmente consiguió.
Ingresó el 30 de agosto de 1894 en la Academia de Infantería de Toledo, donde siguió el programa de estudios abreviado dispuesto por el Gobierno para atender las necesidades de oficiales de los conflictos de Ultramar (Cuba y Filipinas), graduándose con apenas diecisiete años como teniente segundo y sirviendo después en el regimiento de infantería Asturias n.º 31 Madrid. El 1 de septiembre de 1896 ingresó en la Escuela Superior de Guerra, en la que interrumpió sus estudios para incorporarse como voluntario a un batallón expedicionario que zarpa para Filipinas. Durante su estancia en las islas se distingue por su valor, especialmente por su actuación en la defensa, con diecisiete años, de la población de San Rafael con treinta hombres contra un número muy superior de rebeldes tagalos, hecho que le vale la Cruz de Orden militar de María Cristina.

### Matrimonio
El 2 de marzo de 1906 se casó con Elvira Gutiérrez de la Torre, fallecida en el mes de septiembre de 1968, hija del general Emilio Gutiérrez de la Cámara (1836-1899) y de Matilde de la Torre Perovani (1854-1928) nieta del pintor italiano Giuseppe Perovani (1765-1835) por ser hija de Elvira Perovani Gordon (1824/27-1881?) casada con Andrés de la Torre y Armenteros (1793?-1864).
En 1941 conoce y se enamora, durante una partida de póquer, de Rita Gasset, hija de Rafael Gasset, antiguo ministro de Fomento, y prima del filósofo José Ortega y Gasset. Cuando esta queda embarazada, deciden marchar juntos a Lisboa ante el temor de Francisco Franco de que se produjera un escándalo; allí nació, el 23 de enero de 1942, su hija Peregrina. Por mandato expreso del dictador renuncia a anular su matrimonio con su esposa Elvira y, aunque continúan viviendo juntos en Madrid para guardar las formas (siempre mantuvieron una relación "fraternal" dado que, por un voto de castidad de ella, nunca habrían mantenido relaciones maritales), él seguirá visitando a diario a Rita y a su hija.

### Carrera militar temprana
A su regreso a España reingresó en la Escuela de Guerra, donde obtuvo el Diploma del Estado Mayor.
Interesado en crear un cuerpo de voluntarios extranjeros a semejanza de la Legión Extranjera Francesa, fue a Argelia a estudiar in situ el funcionamiento de dicho cuerpo del ejército francés. El ministro de la Guerra general José Villalba Riquelme manda fundar la Legión por orden del 28 de enero de 1920 y le encomienda crear después el llamado Tercio de Extranjeros, siendo su primer teniente coronel jefe y contando con la colaboración del entonces comandante Francisco Franco. Haría famosos los lemas «¡Muera la inteligencia! ¡Viva la muerte!» y «¡A mí la Legión!». También actúa como director de la Oficina de Radio, Prensa y Propaganda del Cuerpo de Mutilados de Guerra.
Durante la guerra del Rif sufrió cuatro graves heridas:
- La primera se produjo el 17 de septiembre de 1921 en el barranco de Amadí, donde es herido en el pecho cuando estaba dando órdenes para la toma de Nador.

- La segunda el 10 de enero de 1922 después del combate de Draa-el Asef, donde se estableció el "bloqueo Gómez Arteche". Al ser relevado por el teniente coronel González Tablas fue herido en una pierna mientras se retiraba.

- La tercera sucedió el 26 de octubre de 1924 cuando, ascendido a coronel y camino del Fondak de Ain Yedida para tomar el mando de la "columna R´gaiga", encontró la carretera cortada por el fuego enemigo. Cuando se aproximó a primera línea para arengar a los soldados del Batallón de Burgos recibió un disparo que le destrozó el brazo izquierdo. Dicho brazo le fue posteriormente amputado al habérsele diagnosticado gangrena.

- La cuarta herida la sufrió el 4 de marzo de 1926 cuando se encontraba al mando de una columna, entabló combate con el enemigo y consiguió tomar "Loma Redonda", dando orden de fortificarla. Mientras examinaba los primeros puestos recibió un disparo en el rostro que le destrozó el ojo derecho y le produjo desgarros en el maxilar y en la mejilla izquierda. A causa de esta herida perdió dicho ojo y sufriría de vértigo durante el resto de su vida cada vez que giraba la cabeza.

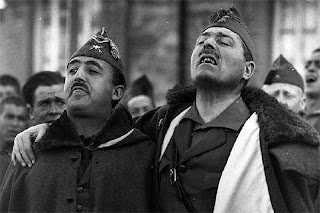
Millán-Astray abrazado al entonces general de brigada Francisco Franco, en el acuartelamiento de Dar Riffien en 1926.

### Guerra civil y enfrentamiento con Unamuno
Durante la guerra civil española tuvo un papel secundario en el ejército sublevado contra el gobierno de la Segunda República. Aun así, cabe destacar su labor como propagandista dentro del bando franquista. El 29 de septiembre de 1936, tras ser nombrado Franco generalísimo, Millán-Astray es designado jefe de la Oficina de Prensa y Propaganda, con sede en el palacio de Anaya en Salamanca, donde tuvo como principal subordinado —desde noviembre— al escritor Ernesto Giménez Caballero. Sus discursos radiofónicos contenían multitud de referencias antisemitas, refiriéndose a los «judíos comunistas» como responsables de la situación de España. Dada la ineficacia de su gestión (en parte motivada por la falta de medios) y los incidentes provocados por el modo cuartelario de organizar el servicio (se dirigía a sus subordinados a golpe de silbato) fue finalmente relevado de su cargo en enero de 1937.
Un episodio célebre fue el cruce de palabras que mantuvo con Miguel de Unamuno el 12 de octubre de 1936 en el paraninfo de la Universidad de Salamanca, al que habían asistido diversas personalidades adeptas al bando rebelde con motivo de la celebración de la Fiesta de la Raza (mantiene su nombre en muchos países de América, aunque en España se cambió a Día de la Hispanidad, que hoy es la fiesta nacional de España, el aniversario del descubrimiento de América): el obispo de Salamanca, Enrique Plá y Deniel, el gobernador civil, Carmen Polo (esposa de Francisco Franco) y el propio Millán-Astray.  
La versión tradicional transmitida en La Guerra Civil Española del hispanista inglés Hugh Thomas, recoge, en opinión del historiador Severiano Delgado, "una recreación literaria sin intención de descripción histórica", adjudicada a Luis Gabriel Portillo, político de Izquierda Republicana y amigo de Unamuno, que no estuvo presente en aquella reunión y al profesor Francisco Maldonado. Esta versión, durante años fue puesta en duda, debido a que la persona a quien se atribuye la versión, no estaría presente, sino en Madrid (territorio del bando contrario).
Sin embargo, una serie de estudios recientes, que desembocaron en la publicación de los últimos escritos de Unamuno, recogidos en el volumen "El resentimiento trágico de la vida, notas sobre la revolución y guerra civil españolas", en la realización del documental Palabras para un fin del mundo y en la publicación del libro "La doble muerte de Unamuno", han acabado por desautorizar esas dudas. En el curso de esas investigaciones, se localizó una transcripción del incidente, realizada in situ por el profesor Ignacio Serrano, presente en el acto. Dicha transcripción, publicada en el mencionado libro Resentimiento trágico de la vida (...), sumada a los últimos escritos y cartas de Unamuno, en los que da vueltas de forma más extensa a las mismas ideas del discurso, ya esbozadas en la nota manuscrita que usó para el mismo, llegando a referirse directamente al incidente en alguna ocasión, demuestran que la versión tradicional era esencialmente correcta, pese a que la de Luis Portillo fuera una recreación con estilo literario. Además, también existen testimonios de otras personas presentes en el acto: José María Pemán, José Pérez-López Villamil, Eugenio Vegas-Latapie e incluso el propio Millán Astray, con divergencias puntuales en cuanto a expresiones, pero coincidiendo todas en lo esencial.
Por tanto, desde el año 2019 hasta ahora se ha alcanzado a un conocimiento más cercano de lo que sucedió en el Paraninfo, que sin duda fue un fuerte enfrentamiento dialéctico entre ambos personajes, que puso en riesgo la integridad física de Unamuno y que lo relegó a la reclusión domiciliaria para el resto de sus días.

## Final de la guerra y últimos años
Tras el final de la contienda Millán-Astray, a pesar de continuar dirigiendo el Cuerpo de Mutilados y de ser designado directamente por Franco procurador en Cortes durante cuatro legislaturas, ve mermar progresivamente su relevancia política en el seno de la recién instaurada dictadura. Aun así, siguió siendo un personaje muy conocido y popular, protagonizando anécdotas como su participación como padrino en la boda de la cantante Celia Gámez: ante las dificultades provocadas por la masiva afluencia de público lanzó su famoso grito «¡A mí la Legión!» para permitir el acceso de la novia al altar.

### Muerte
Falleció a los setenta y cuatro años de edad, a las diez de la noche del 1 de enero de 1954, en su domicilio de Madrid, debido a una enfermedad coronaria, siendo director general del "Cuerpo de Caballeros Mutilados de Guerra por la Patria". Su médico, Mauro José Rodríguez Rey, amigo personal y pupilo de Millán-Astray en la Legión, se encargó de comunicárselo al mismo Franco. Fue enterrado en el cementerio de la Almudena.

## Condecoraciones
A lo largo de su carrera militar, el general fue condecorado, entre otras, con las siguientes condecoraciones:
- Cruz de María Cristina de 1.ª clase
- Medalla de Alfonso XIII
- Medalla Militar Individual
- Gran Cruz del Mérito Militar con distintivo rojo
- Gran Cruz del Mérito Militar con distintivo blanco
- Gran Cruz del Mérito Naval con distintivo blanco
- Cruz de 1.ª clase del Mérito Militar con distintivo rojo
- Cruz de 2.ª clase del Mérito Militar con distintivo rojo
- Caballero gran cruz de la Orden de San Hermenegildo
- Medalla de Sufrimientos por la Patria
- Medalla de la Paz de Marruecos, con pasadores de Tula y Marruecos
- Medalla de la campaña de Marruecos, con pasadores de Larache, Tetuán y Melilla.
- Gran Cruz de la guerra italiana
- Gran Cruz de la Medhauía
- Caballero gran cruz de la Orden de San Lázaro de Jerusalén
- Caballero gran cruz de la Orden de Avis
- Cruz de Guerra francesa con palmas de oro.
- Cruz del águila alemana.
- Medalla de la campaña de Filipinas, con pasador de Luzón.

## Legado
Era un apasionado de la cultura japonesa. Millán-Astray fue el responsable, con la colaboración de Luis Álvarez del Espejo, de la traducción del inglés de una obra sobre el código samurái del bushidō (Bushido: the Soul of Japan, 1905), publicada en España en 1941 con el título de El Bushido. El alma de Japón..
Era también caballero de la Orden Militar y Hospitalaria de San Lázaro de Jerusalén. Fundó, en colaboración con periodistas y escritores como Ruiz Albéniz, Dionisio Ridruejo y Ernesto Giménez Caballero, Radio Nacional de España, la radio oficial del bando sublevado. Como conferenciante y comentarista radiofónico durante la Guerra Civil, fue uno de los promotores de la subida del general Franco a la Jefatura del Estado del gobierno de Burgos y propulsor de la identificación de Franco como “Caudillo”.
La fundación de la Legión Española es considerada su mayor legado.